# Duncan James
Duncan Matthew James Inglis alias Duncan James (né le 7 avril 1978 à Salisbury, Wiltshire) est un chanteur et acteur britannique membre du boys band Blue. Il est connu pour sa voix soul. Il est également animateur de télévision.

## Biographie
Il a une fille, Tianie Finn, née le 26 février 2005 d'une précédente relation avec Claire, une anglaise.
Duncan, qui a révélé être bisexuel, compte parmi ses ex-petites amies Anya Lahiri, mannequin, actrice et ex-chanteuse du groupe Precious, Jenny Frost des Atomic Kitten, Geri Halliwell des Spice Girls et Michelle Heaton de Liberty X.
Il fait son coming-out quelques années plus tard en tant que gay en le qualifiant ensuite comme la «meilleure chose qu’il ait faite » notamment dans les médias et sur Instagram. Il déclarera aussi avoir pris du temps à le faire à cause des réactions de son entourage et de ses fans qu’il appréhendait.
Le 16 mai 2009, en direct du 54e Concours de l'Eurovision de la chanson, lors du décompte des points, Duncan James annonce les points attribués par le jury anglais.
Sa mère, Fiona Inglis est adoptée, elle a aussi écrit un livre : Just the two of us sur Duncan.

## Discographie

### Albums
- Future Past (12 June 2006): #55 UK; #2 Italy, #25 Belgium, #30 Germany, #68 France.

### Singles
- "I Believe My Heart" 2004, avec Keedie:  #2 UK
- "Sooner or Later" 2006: #35 UK
- "Can't Stop A River" 2006: #59 UK
- "Amazed" 2006: #71 UK